# اللاسلطوية في سويسرا

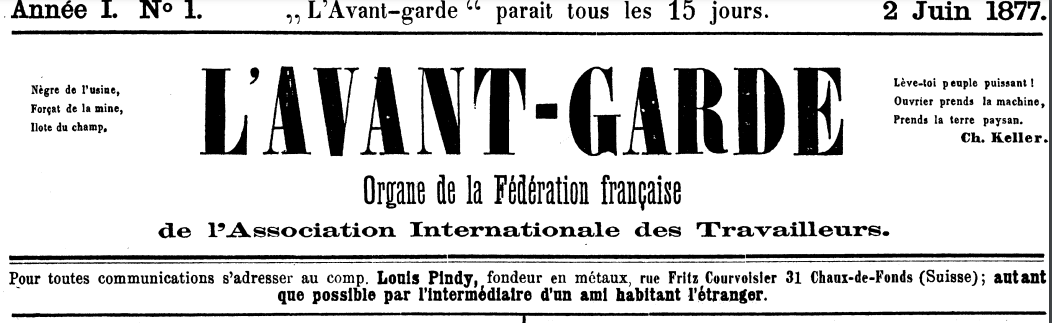
واحد من الطليعة، 1877

ظهرت اللاسلطوية في سويسرا كتيار سياسي ضمن اتحاد جورا التابع بجمعية الشغيلة العالمية (الأممية الأولى)، تحت تأثير ميخائيل باكونين والناشطين التحرريين السويسريين مثل جيمس ويليام وأديمار شفيتزغيبل. تطورت الأناركية في سويسرا فيما بعد مع تطور الحركات الديمقراطية الاجتماعية حديثة النشأة وساهمت في المعارضة المحلية للفاشية خلال فترة ما بين الحربين. تطورت الحركة الأناركية المعاصرة في سويسرا لاحقًا إلى عدد من الجماعات المناضلة والمنظمات والفرق الاجتماعية التحررية.

## التاريخ
في أغسطس 1291، تشكل تحالف بين كانتونات أوري وشفيتس وأونترفالدن، مما أدى إلى إنشاء الاتحاد السويسري القديم بإمبراطورية فورية، مما سمح باستقلال الإقليم عن الإمبراطورية الرومانية المقدسة. استمر الاتحاد السويسري القديم أثناء تطوره طوال القرنين الرابع عشر والخامس عشر بتأكيد استقلاليته من خلال عدة نزاعات ضد البيوت النبيلة مثل آل هابسبورغ وبورغندي، إلى أن حقق الاستقلال الفعلي عن الإمبراطورية بعد الانتصار في حرب زفابيان، وقد أدى ذلك إلى إعفاء الاتحاد من قرارات البرلمان الإمبراطوري. حل محل ذلك البرلمان الاتحادي الذي أنشأه الاتحاد السويسري القديم، وكان ذلك عبارة عن اجتماع منتظم لمندوبي الكانتونات لكن ضمن صلاحيات محدودة. كان البرلمان الاتحادي الشكل الوحيد للسلطة الاتحادية في سويسرا، وظلت السيادة الأساسية في أيدي الكانتونات.
خلال الإصلاح البروتستانتي في سويسرا، نما التفاوت الاجتماعي بشكل كبير، إذ احتُكرت السلطة السياسية والاقتصادية من قبل بعض الأسر الغنية، مما بدأ في إثارة استياء القرويين والمواطنين الأحرار. ردًا على صعود هذه الأوليغارشية، اندلعت ثورات شعبية في العديد من الكانتونات، بهدف استعادة الحقوق الديمقراطية المشتركة. على الرغم من أن سلطات الكانتونات تمكنت من قمع هذه الانتفاضات من خلال منح الامتيازات، لكن الميول الأوتوقراطية استمرت في تحويل الكانتونات الديمقراطية ببطء إلى حكم الأوليغارشية، وبلغت ذروتها في إنشاء سويسرا الحديثة المبكرة في عام 1648، مع صلح وستفاليا والاعتراف باستقلال سويسرا عن الإمبراطورية الرومانية المقدسة. لكن سرعان ما أدت مؤسسة الحكم الشمولي في سويسرا إلى حرب القرويين السويسريين عام 1653، والذي أسفر عن تنفيذ سلسلة من الإصلاحات بما في ذلك تخفيض الضرائب، مما منع البلاد في النهاية من تطبيق الحكم المطلق تمامًا كما حدث في فرنسا في عهد لويس الرابع عشر.
في عام 1798، أدى الغزو الفرنسي لسويسرا إلى انهيار الاتحاد السويسري القديم، والتي حلت محلها الجمهورية الهيلفيتية، وهو ما يمثل محاولة لفرض سلطة مركزية على سويسرا. ومع ذلك، أطاحت ثورة اتحادية في نهاية المطاف بالجمهورية، أدى ذلك إلى استعادة الكانتونات وإعادة تأسيس اتحاد سويسري حديث ولامركزي. بعد هزيمة الإمبراطورية الفرنسية الأولى وحلها في حرب التحالف السادس، بدأت دساتير الكانتونات بالعمل بشكل مستقل وعاد البرلمان الاتحادي لاستبدال الدستور بمعاهدة اتحادية جديدة والبدء في إعادة النظام القديم.
لكن عودة الطبقة الحاكمة السويسرية واكبها زيادة في الليبرالية والراديكالية، داعية إلى مزيد من الديمقراطية في الكانتونات السويسرية. بعد ثورة يوليو، انعقدت مجالس الكانتونات للمطالبة بدساتير جديدة تركز بشكل خاص على تطبيق التمثيل النسبي والقدرة على اقتراح مبادرات المواطنين. مع اكتساب الجماعات الليبرالية والراديكالية المزيد من السلطة، باشروا في تطبيق إصلاحات واسعة بما في ذلك إلغاء الرقابة، فصل الكنيسة عن الدولة، الاعتراف بسيادة الشعب وإدخال الديمقراطية التمثيلية. في عام 1848 وضع الدستور السويسري واعتُرف بسويسرا كدولة اتحادية، وأرسيت بذلك حكومة مركزية مكونة من ممثلين عن الجمعية الاتحادية، والتي غدت تحت سيطرة الحزب الديمقراطي الحر.
مع اندلاع كومونة باريس، رسم الفوضوي جيمس ويليام التناقض بين الاتحادية التي يمارسها الكومونيون مع الاتحادية في سويسرا. وفقًا لويليام، فإن المفهوم الباريسي عن الاتحادية، المستوحى من فلسفة بيير جوزيف برودو ، كان ضمن سياق معارضة مباشرة للقومية والدولة، في حين حافظت الاتحادية السويسرية على الدولة القومية، وإن كانت منظمة من خلال اللامركزية.

### معاداة الفاشية
في أكتوبر عام 1922، أدت مظاهرة الزحف إلى روما إلى وصول الحزب الوطني الفاشي إلى السلطة وتأسيس نظام الحكم الفاشي في إيطاليا. بدأت صحيفة الصحوة الأناركية بتوجيه النسخة الإيطالية منها إلى معادي الفاشية الإيطاليين، والذين أصبحوا في ذلك الوقت جزءًا من حركة المقاومة النامية. بحث العديد من معادي الفاشية الإيطاليين عن الملاذ الآمن في سويسرا، حيث توفرت لديهم الفرصة للاستمرار في التحريض بفضل المناخ السياسي الديمقراطي والتحرري في سويسرا.
وصلت الفاشية إلى سويسرا بعد فترة قصيرة، وذلك بتأسيس اتحاد الدفاع الاقتصادي (يو دي إي) المعادي للشيوعية عام 1923 من قبل أعضاء سابقين في الحزب الليبرالي والحزب الديمقراطي الراديكالي، وفوز الاتحاد بمقاعد في المجلس الفدرالي السويسري ومجلس جنيف الكبير. عام 1932، اندمج الاتحاد بحزب جورج أولترامار الفاشي المدعو باسم الجماعة السياسية الوطنية لتأسيس الاتحاد الوطني السويسري. نظم هذا الاتحاد المعروف بمعاداته للسامية محاكمة شكلية لاثنين من رموز الحركة الاشتراكية هما ليون نيكول وجاك ديكر في حي بلينباليه في جنيف.
نادى التيار اليساري السويسري إلى مظاهرات مضادة، ونظم المتظاهرين الأناركيين كل من لوسيان ترونشيه وأندريه بوزيغر سعيًا إلى إيقاف الاجتماع. تجمع 4,000 إلى 5,000 متظاهر في بلينباليه. من بين المتظاهرين كان هناك بعض الأناركيين الذين تمكنوا من اختراق الحواجز التي وضعتها الشرطة والوصول إلى المبنى لفترة وجيزة لمحاولة عرقلة سير الاجتماع قبل أن يُطردوا خارجًا.
لكن الجيش السويسري كان منتشرًا لقمع المظاهرة التي فُضت أخيرًا بعد أن أطلقت قوات الجيش النار على عشرة متظاهرين ما أدى إلى مقتلهم. من بين الضحايا كان الناشط الليبرتاري الاشتراكي والصديق المقرب لبوزيغر ميلشيور أليمان. على أثر هذه الحادثة، أُسست المجموعة 33 في بازل من قبل مجموعة من الفنانين الطليعيين والسرياليين الذين وحدتهم أفكارهم السياسية المناهضة للفاشية.
خلال الحرب الأهلية الإسبانية، أرسل الأناركيون السويسريون الأسلحة والأموال والمساعدات إلى النقابيين الأناركيين الإسبان، كما ربطوا بين جمعيات الفلاحين الإسبانية والتنسيقيات الاستهلاكية السويسرية. حتى أن بعض الأناركيين السويسريين مثل كلارا تالمان حاربوا إلى جانب الميليشيات الكونفدرالية. مع اندلاع الحرب العالمية الثانية ومحافظة سويسرا على حيادها، انحلت الأحزاب السياسية الفاشية جميعًا وحُظر الحزب الشيوعي بسبب دعمه للاتفاق الألماني السوفييتي (اتفاق مولوتوف – ريبنتروب). بحلول عام 1943، اتخذ المجلس الفدرالي قرارًا بالتضييق على جميع المجموعات والأحزاب التي شك بتعاملها مع قوى المحور.